# 什卡爾拉季
50°17′31″N 35°23′26″E / 50.29194°N 35.39056°E
什卡爾拉蒂（烏克蘭語：Шкарлати）是位於烏克蘭東部的村莊，由哈爾科夫州博霍杜希夫區的博霍杜希夫市鎮負責管轄。該村始建於1760年，面積0.32平方公里，海拔高度153米，2001年人口15，人口密度每平方公里47人。